# عبد الهادي أوانج
عبد الهادي بن الحاج أوانج[بحاجة لمصدر] (20 أكتوبر 1947) رئيس الحزب الإسلامي الماليزي وهو رئيس حكومة ولاية ترغكانو في ماليزيا.

## التعليم
- تخرج من الجامعة الإسلامية في المدينة المنورة عام 1973،
- حصل على الماجستير في السياسة الشرعية من جامعة الأزهر عام 1975.[3]

صدر له أكثر من عشرة كتب منها "الصراع بين الإسلام والعلمانية في ماليزيا" و"نظام الحكم في الإسلام".

## النشاط السياسي
- أحد مؤسسي الحزب في ستينيات القرن الماضي
- تلقى تعليمه في المملكة العربية السعودية ثم انتقل إلى مصر؛ حيث تعرَّف على جماعة الإخوان المسلمين، وبعد عودته إلى ماليزيا واصل عمله في الحزب الإسلامي مستفيدًا مما تلقاه في مدرسة الإخوان المسلمين التي يرى أنها مدرسةٌ تربويةٌ شاملة.
- عندما خرج الحزب الإسلامي من الحكومة عام 1978، كُلفت بمهام رئيس قسم التربية للحزب فقام بتطبيق خبراته وقرأته في المدرسة الإخوانية في الحزب الإسلامي على حسب الواقع في ماليزيا
- أصبح عضواً في برلمان ترغكانو عام 1982، ثم عضواً في البرلمان المركزي لماليزيا عام 1990، ثم أصبح رئيساً لوزراء ترغكانو في أعقاب نجاحه في الانتخابات البرلمانية التي وقعت عام 1998.

## وصلات خارجية
- زعيم الحزب الإسلامي الماليزي يؤيد الوحدة السياسية للملايو، الجزيرة نت، 12 أغسطس 2008م
- (إخوان أون لاين) يحاور رئيس الحزب الإسلامي بماليزيا، 6 أبريل 2007م
- عبد الهادي ترغكانو: رئيس وزراء سلطنة ترغكانو في ماليزيا: ماليزيا ودول الجوار والحملة الأميركية على أفغانستان، 31 أكتوبر 2001